# Qualificazioni al campionato europeo maschile di calcio 2016 - Gruppo G
Il Gruppo G è stato uno dei nove gironi per la determinazione delle squadre partecipanti alla fase finale del campionato europeo di calcio 2016. Il Gruppo G era composto da sei squadre: Austria, Liechtenstein, Moldavia, Montenegro, Russia e Svezia, che si sono affrontate in un girone all'italiana con gare di andata e ritorno tra settembre 2014 ed ottobre 2015.
Tramite il Gruppo G si sono qualificate alla fase finale le nazionali di Austria e Russia, rispettivamente prima e seconda classificata del girone. Come terza classificata, la Svezia si qualificò agli spareggi, in cui incontrò la Danimarca, risultando vincitrice.

## Classifica
| Squadra       | P.ti | G  | V | P | S | RF | RS | DR  |
| ------------- | ---- | -- | - | - | - | -- | -- | --- |
| Austria       | 28   | 10 | 9 | 1 | 0 | 22 | 5  | +17 |
| Russia        | 20   | 10 | 6 | 2 | 2 | 21 | 5  | +16 |
| Svezia        | 18   | 10 | 5 | 3 | 2 | 15 | 9  | +6  |
| Montenegro    | 11   | 10 | 3 | 2 | 5 | 10 | 13 | -3  |
| Liechtenstein | 5    | 10 | 1 | 2 | 7 | 2  | 26 | -24 |
| Moldavia      | 2    | 10 | 0 | 2 | 8 | 4  | 16 | -12 |

## Risultati

### Prima giornata
| Arbitro: | Delferiere |

|                                                                  |           |  |
| Ignaševič 4’ Burgmeier 50’ (aut.) Kombarov 54’ (rig.) Dzjuba 65’ | Marcatori |  |

| Arbitro: | Královec |

|                 |           |            |
| Alaba 7’ (rig.) | Marcatori | 12’ Zengin |

| Arbitro: | Kul'bakoŭ |

|                             |           |  |
| Vučinić 45+2’ Tomašević 73’ | Marcatori |  |

### Seconda giornata
| Vaduz 9 ottobre 2014, ore 20:45 CEST | Liechtenstein | 0 – 0 referto | Montenegro | Rheinpark Stadion (2 790 spett.)\| Arbitro: \| Evans \| |
| Arbitro:                             | Evans         |               |            |                                                         |

| Arbitro: | de Sousa |

|                  |           |                            |
| Dedov 27’ (rig.) | Marcatori | 12’ (rig.) Alaba 51’ Janko |

| Arbitro: | Rizzoli |

|              |           |             |
| Toivonen 49’ | Marcatori | 10’ Kokorin |

### Terza giornata
| Arbitro: | Nijhuis |

|            |           |  |
| Okotie 24’ | Marcatori |  |

| Arbitro: | Jakobsson |

|                   |           |              |
| Dzjuba 73’ (rig.) | Marcatori | 74’ Epureanu |

| Arbitro: | Mažeika |

|                       |           |  |
| Zengin 34’ Durmaz 46’ | Marcatori |  |

### Quarta giornata
| Arbitro: | Atkinson |

|            |           |  |
| Okotie 73’ | Marcatori |  |

| Arbitro: | Gestranius |

|  |           |               |
|  | Marcatori | 74’ Burgmeier |

| Arbitro: | Collum |

|                    |           |                |
| Jovetić 80’ (rig.) | Marcatori | 9’ Ibrahimović |

### Quinta giornata
| Arbitro: | Zwayer |

|  |           |                                                               |
|  | Marcatori | 14’ Harnik 16’ Janko 59’ Alaba 74’ Junuzović 90+3’ Arnautović |

| Arbitro: | Bebek |

|  |           |                             |
|  | Marcatori | 46’, 84’ (rig.) Ibrahimović |

| Podgorica 27 marzo 2015, ore 20:45 CET | Montenegro | 0 – 3 (a tavolino) referto | Russia | Stadion Pod Goricom (16 000 spett.)\| Arbitro: \| Aytekin \| |
| Arbitro:                               | Aytekin    |                            |        |                                                              |

### Sesta giornata
| Arbitro: | Kovařik |

|            |           |            |
| Wieser 20’ | Marcatori | 43’ Boghiu |

| Arbitro: | Mažić |

|  |           |           |
|  | Marcatori | 33’ Janko |

| Arbitro: | Göçek |

|                               |           |                       |
| Berg 37’ Ibrahimović 40’, 44’ | Marcatori | 64’ (rig.) Damjanović |

### Settima giornata
| Arbitro: | Clattenburg |

|            |           |  |
| Dzjuba 38’ | Marcatori |  |

| Arbitro: | Stavrev |

|               |           |  |
| Junuzović 52’ | Marcatori |  |

| Arbitro: | Estrada Fernández |

|                         |           |  |
| Bećiraj 38’ Jovetić 56’ | Marcatori |  |

### Ottava giornata
| Arbitro: | Madden |

|  |           |                                                                     |
|  | Marcatori | 21’, 45’, 73’, 90’ Dzjuba 40’ (rig.) Kokorin 77’ Smolov 85’ Dzagoev |

| Arbitro: | Delferière |

|  |           |                          |
|  | Marcatori | 9’ Savić 65’ (aut.) Racu |

| Arbitro: | Velasco Carballo |

|                   |           |                                           |
| Ibrahimović 90+1’ | Marcatori | 9’ (rig.) Alaba 38’, 88’ Harnik 77’ Janko |

### Nona giornata
| Arbitro: | Liany |

|  |           |                          |
|  | Marcatori | 18’ Berg 55’ Ibrahimović |

| Arbitro: | Koukoulakis |

|              |           |                          |
| Cebotaru 85’ | Marcatori | 58’ Ignaševič 79’ Dzjuba |

| Arbitro: | Orsato |

|                         |           |                                         |
| Vučinić 32’ Bećiraj 68’ | Marcatori | 55’ Janko 81’ Arnautović 90+2’ Sabitzer |

### Decima giornata
| Arbitro: | Zelinka |

|                               |           |  |
| Arnautović 12’ Janko 54’, 57’ | Marcatori |  |

| Arbitro: | Moen |

|                                |           |  |
| Kuz'min 33’ Kokorin 37’ (rig.) | Marcatori |  |

| Arbitro: | Banti |

|                            |           |  |
| Ibrahimović 23’ Zengin 47’ | Marcatori |  |

## Classifica marcatori
8 gol
- Artëm Dzjuba
- Zlatan Ibrahimović

7 gol
- Marc Janko

4 gol
- David Alaba

3 gol
- Marko Arnautović
- Martin Harnik
- Aleksandr Kokorin
- Erkan Zengin

2 gol
- Zlatko Junuzović
- Rubin Okotie
- Fatos Bećiraj
- Stevan Jovetić
- Mirko Vučinić
- Sergej Ignaševič
- Marcus Berg

1 gol
- Marcel Sabitzer
- Franz Burgmeier
- Sandro Wieser
- Gheorghe Boghiu
- Eugeniu Cebotaru
- Alexandru Dedov
- Alexandru Epureanu
- Dejan Damjanović
- Stefan Savić
- Žarko Tomašević
- Alan Dzagoev
- Dmitrij Kombarov
- Oleg Kuz'min
- Fëdor Smolov
- Jimmy Durmaz
- Ola Toivonen

1 autogol
- Franz Burgmeier (pro  Russia)
- Petru Racu (pro  Montenegro)